# پسیخان
پسیخان، روستایی است از توابع بخش مرکزی شهرستان رشت در استان گیلان

## جمعیت
این روستا در دهستان پسیخان قرار دارد و بر اساس سرشماری مرکز آمار ایران در سال ۱۳۸۵، جمعیت آن ۶۰۹ نفر (۱۳۷خانوار) بوده‌است.